# Hrdina práce (Vietnam)
Hrdina práce (vietnamsky Anh hùng lao động) je jedním z nejvyšších čestných titulů Vietnamské socialistické republiky. Udílen je jednotlivcům i kolektivům za vynikající výsledky v práci. 

## Historie a pravidla udílení
Tento čestný titul byl oficiálně založen v roce 1970 Národním shromážděním Vietnamské demokratické republiky. Ve skutečnosti však již od roku 1952 existovalo ve Vietnamu ocenění pod stejným názvem. V roce 1999 byl přijat nový zákon, který tento titul zachoval.
Vyznamenání je udíleno jednotlivcům za odvážnou a kreativní práci a za zvláště vynikající úspěchy v práci. Uděleno může být i posmrtně. Ocenění musejí být loajální k republice a mít revoluční kvality a ctnosti. Ze stejných důvodů může být uděleno i kolektivům, které si zachovaly dobrou vnitřní jednotu a silný vztah ke straně.